# Бахреин на Светском првенству у атлетици на отвореном 2015.
Бахреин је учествовао на Светском првенству у атлетици на отвореном 2015. одржаном у Пекингу од 22. до 30. августа дванаести пут. Репрезентацију Бахреина представљало је 17 такмичара (11 мушкараца и 6 жена) који су се такмичили 11 дисциплина (7 мушких и 4 женске).,.
На овом првенству Бахреин је по броју освојених медаља делила 33. место са 1 освојеном медаљом (бронзана). Није било нових националних али су остварена 4 лична рекорда у сезони. У табели успешности према броју и пласману такмичара који су учествовали у финалним такмичењима (првих 8 такмичара) Бахреин је са два учесника у финалу делио 33. место са освојених 10 бодова.
| Плас. | Земља   | 1. место | 2. место | 3. место | 4. место | 5. место | 6. место | 7. место | 8. место | Бр. финал. | Бод. |
| ----- | ------- | -------- | -------- | -------- | -------- | -------- | -------- | -------- | -------- | ---------- | ---- |
| =33.  | Бахреин | 0        | 0        | 1        | 0        | 1        | 0        | 0        | 0        | 2          | 10   |

## Учесници
| Мушкарци: - Абубакар Абас — 400 м - Абрахам Кипчирчир Ротич — 800 м - Benson Seurei — 1.500 м - Алберт Роп — 5.000 м - Авеке Ајалев — 5.000 м, 10.000 м - Ел Хасан Елабаси — 10.000 м - Shumi Dechasa — Маратон - Aadam Ismaeel Khamis — Маратон - Ali Hasan Mahbood — Маратон - Џон Кибет Коеч — 3.000 м препреке - Nelson Kipkosgei Cherutich — 3.000 м препреке | Жене: - Мими Белете — 5.000 м - Јунис Џепкируи Кирва — Маратон - Лишан Дула — Маратон - Астер Тесфаје — Маратон - Олувакеми Адекоја — 400 м препоне - Рут Џебет — 3.000 м препреке |  |

## Освајачи медаља (1)

### Бронза (1)
- Јунис Џепкируи Кирва — Маратон

## Резултати

### Мушкарци
| Атлетичар                  | Дисциплина       | Лични рекорд | Квалификације      | Квалификације      | Полуфинале           | Полуфинале           | Финале                                   | Финале       | Детаљи                                      |
| Атлетичар                  | Дисциплина       | Лични рекорд | Резултат           | Место              | Резултат             | Место                | Резултат                                 | Место        | Детаљи                                      |
| -------------------------- | ---------------- | ------------ | ------------------ | ------------------ | -------------------- | -------------------- | ---------------------------------------- | ------------ | ------------------------------------------- |
| Абубакар Абас              | 400 м            | 45,15        | 45,64              | 5. у гр. 5         | Није се квалификовао | Није се квалификовао | Није се квалификовао                     | 36 / 44 (45) |                                             |
| Абрахам Кипчирчир Ротич    | 800 м            | 1:43,13 НР   | 1:48,42 КВ         | 2. у гр. 6         | 1:48,61              | 5. у гр. 2           | Није се квалификовао                     | 19 / 44 (45) | Архивирано на веб-сајту (26. октобар 2015)  |
| Benson Seurei              | 1.500 м          | 3:31,61      | 3:45,70            | 12. у гр. 1        | Није се квалификовао | Није се квалификовао | Није се квалификовао                     | 36 / 40 (41) | Архивирано на веб-сајту (18. новембар 2015) |
| Алберт Роп                 | 5.000 м          | 12:51,96 НР  | 13:19,61 КВ        | 5. у гр. 2         |                      |                      | 14:00,12                                 | 11 / 39 (41) | Архивирано на веб-сајту (18. новембар 2015) |
| Авеке Ајалев               | 5.000 м          | 13:05,00     | 14:07,18           | 16. у гр. 1        | Није се квалификовао | 33 / 39 (41)         | Архивирано на веб-сајту (30. април 2018) |              |                                             |
| Авеке Ајалев               | 10.000 м         |              |                    |                    |                      |                      | 29:14,55                                 | 21 / 23 (27) |                                             |
| Ел Хасан Елабаси           | 10.000 м         | 27:25,02     | 28:12,57           | 12 / 23 (27)       |                      |                      |                                          |              |                                             |
| Shumi Dechasa              | Маратон          | 2:06,43      | 2:14:36            | 5 / 23 (27)        |                      |                      |                                          |              |                                             |
| Aadam Ismaeel Khamis       | Маратон          | 2:07:59      | Нису завршили трку | Нису завршили трку |                      |                      |                                          |              |                                             |
| Ali Hasan Mahbood          | Маратон          | 2:12:58      | Нису завршили трку | Нису завршили трку |                      |                      |                                          |              |                                             |
| Џон Кибет Коеч             | 3.000 м препреке | 8:14,75      | 8:38,62            | 10. у гр 1         |                      |                      | Није се квалификовао                     | 15 / 38 (42) |                                             |
| Nelson Kipkosgei Cherutich | 3.000 м препреке | 8:24,45      | Није стартовао     | Није стартовао     | Није се квалификовао | Није се квалификовао |                                          |              |                                             |

### Жене
| Атлетичарка          | Дисциплина       | Лични рекорд | Квалификације    | Квалификације    | Полуфинале            | Полуфинале            | Финале                | Финале                | Детаљи                                    |
| Атлетичарка          | Дисциплина       | Лични рекорд | Резултат         | Место            | Резултат              | Место                 | Резултат              | Место                 | Детаљи                                    |
| -------------------- | ---------------- | ------------ | ---------------- | ---------------- | --------------------- | --------------------- | --------------------- | --------------------- | ----------------------------------------- |
| Мими Белете          | 5.000 м          | 14:54,71     | 15:20,94 КВ      | 3 у гр. 1        |                       |                       | Није се квалификовала | 23 / 23 (24)          |                                           |
| Јунис Џепкируи Кирва | Маратон          | 2:21:41      |                  |                  |                       |                       | 2:27:39               |                       |                                           |
| Лишан Дула           | Маратон          | 2:26:56      | 2:38:24          | 25 / 52 (67)     |                       |                       |                       |                       |                                           |
| Астер Тесфаје        | Маратон          | 2:35:59      | 2:46:54          | 42 / 52 (67)     |                       |                       |                       |                       |                                           |
| Олувакеми Адекоја    | 400 м препоне    | 54,12 НР     | дисквалификована | дисквалификована | Није се квалификовала | Није се квалификовала | Није се квалификовала | Није се квалификовала |                                           |
| Рут Џебет            | 3.000 м препреке | 9:20,55 НР   | 9:27,93 кв       | 5. у гр. 3       |                       |                       | 9:33,41               | 11 / 43 (45)          | Архивирано на веб-сајту (27. август 2015) |